# Isocladus armatus
Isocladus armatus är en kräftdjursart som först beskrevs av H. Milne Edwards 1840.  Isocladus armatus ingår i släktet Isocladus och familjen klotkräftor.
Artens utbredningsområde är havet kring Nya Zeeland. Inga underarter finns listade i Catalogue of Life.